# Pollák Zsigmond

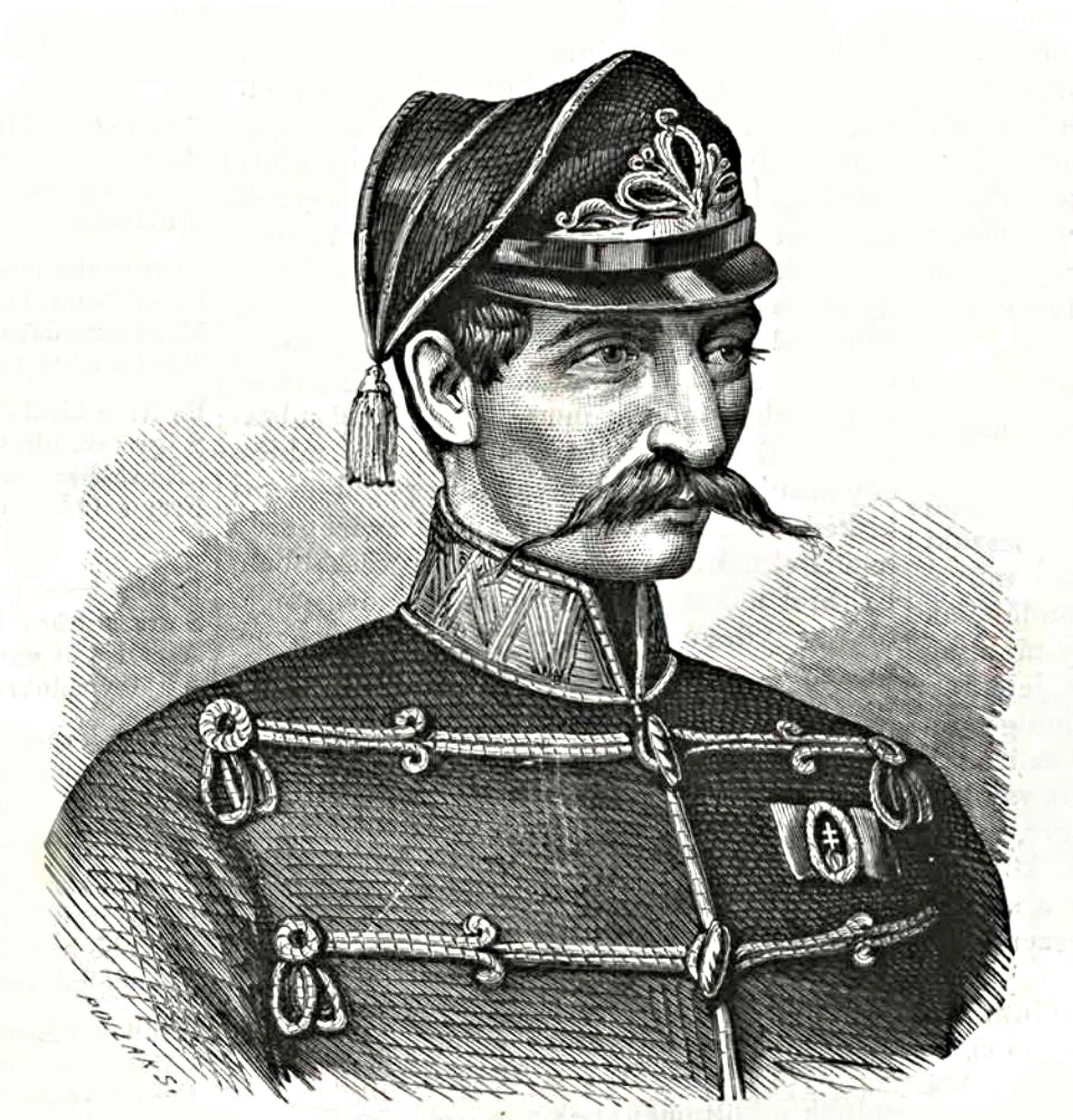
Poeltenberg Ernő, honvédtábornok, az aradi vértanúk egyike, Vasárnapi Ujság, 1868. október

Pollák Zsigmond (Pozsony, 1837. február 8. – Budapest, 1912. május 13.) festő, fametsző, illusztrátor.
A 19. század második felében nagy szerepet töltöttek be az ő illusztrációi a közművelődésben, az elvesztett 1848–49-es forradalom és szabadságharc után képekkel segítette a nemzet magára találását.

## Életpályája
A bécsi akadémián tanult, majd Pestre ment dolgozni, pesti képes újságoknak rajzolt, festett. 1857-től a Vasárnapi Ujságnál állandó munkatárs lett, e színvonalas, kulturális hetilapunk számára számos illusztrációt készített magyar tájakról, várakról, városokról, templomokról, híres emberekről. Készített borítókat a Franklin Társulat sorozatához, az Olcsó Könyvtárhoz is. 1889-ben Löthart Ferenc püspök és K. Papp Miklós képét készítette el rajzban.
Gyakran csak annyit jelzett az illusztrációk alatt, hogy „Pollák”, vagy „S. Pollák”, vagy „Pol-lak sc.” Pollák illusztrációi úgy bújnak meg a jeles képes pesti lapokban, mint majd később termékenyebb költőink, novellaíróink művei, amelyeket az utókor összeszedeget, s csodálja együtt a gazdag termést.

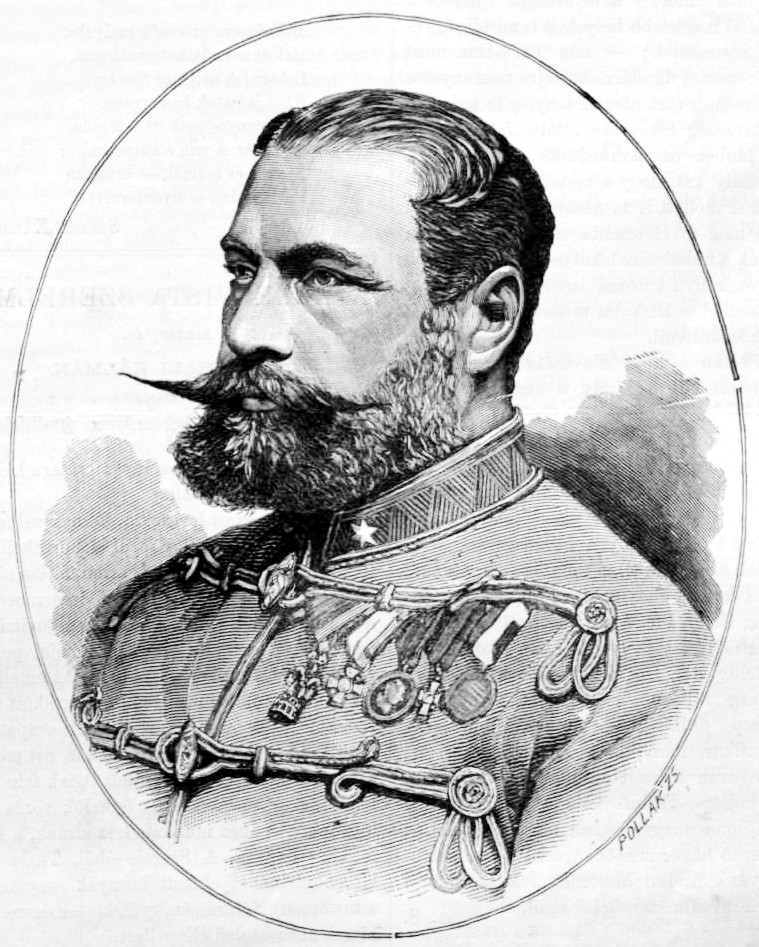
Henneberg Károly (1833–1888) honvéd huszár altábornagy, Vasárnapi Ujság, 1881

## Illusztrációiból

### Vasárnapi Ujság, az 1857. évből
- Varsányi Sámuel kerti vízművei Pécelen (89. p.)
- Zólyom vár (132. p.)
- Magyar-Óvár (169. p.)
- Nagyvárad (231. 1.)
- Tokaj (245. 1.)
- Nyíregyháza (433. p.)
- Váci székesegyház (445. p.)
- Aradi főpiac (465. p.)
- A sárosi vár romjai (496. p.)
- Az izraeliták új imaháza (545. p.)

### Vasárnapi Ujság, az 1858. évből
- Szegzárd (9. p.)
- Bács várromjai (53. p.)
- Sztrecsnó vára (112. p.)
- Szt. Mihály-hegy (244. p.)
- Sümegh képe (257. p.) Társszerzővel[5]
- Hajdú-Hadházi egyház (329. p.)
- A ljetavai vár (388. p.)
- Óvár (400. p.)
- Pápai Főiskola ó épülete (448. p.)
- Pápai főiskola új épülete (449. p.)
- II. Rákóczi Ferenc szülőháza Borsiban (520. p.)

## Galéria

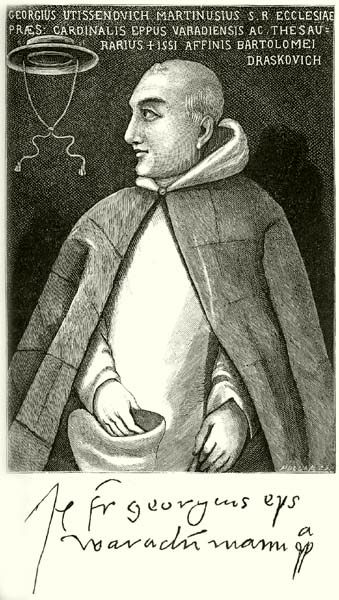
Fráter György esztergomi érsek és bíboros, olajfestmény után
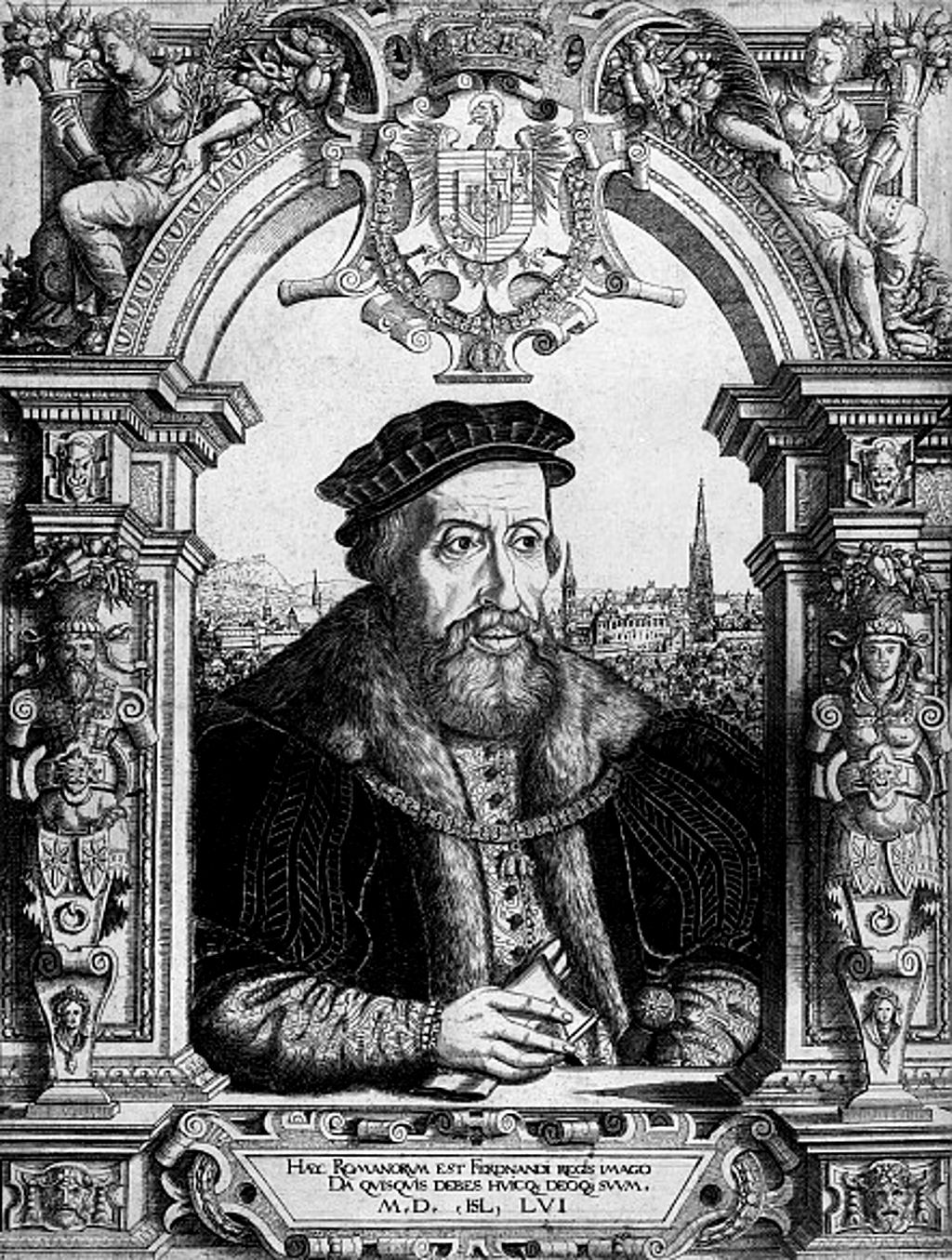
I. Ferdinánd (1503–1564)
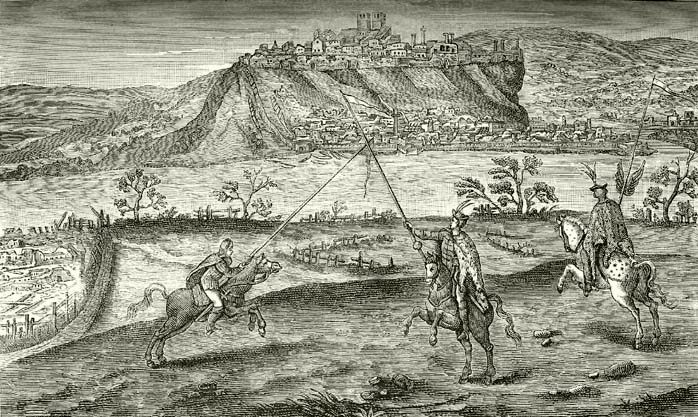
Esztergom a 16. században, előtérben huszárokkal
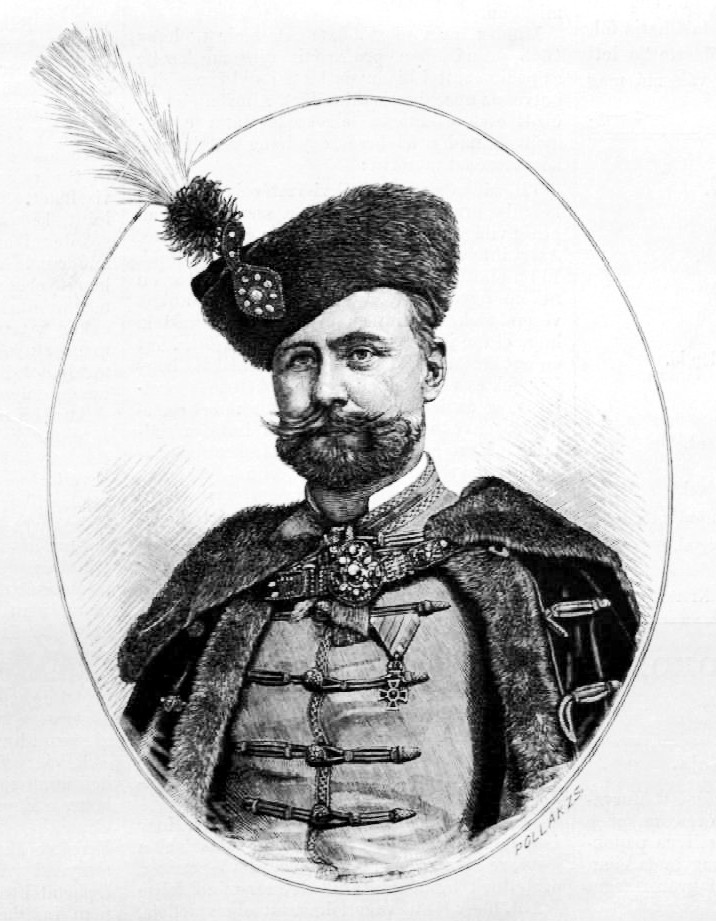
Bánffy Dezső miniszterelnök portréja